# أوسترفونوي
اوسترفونوي (الروسية: Островной) هي إحدى مدن روسيا في الكيان الفدرالي الروسي مورمانسك أوبلاست.